# هرمان هوملز
هرمان هوملز (بالألمانية: Hermann Hummels)‏ هو مدرب كرة قدم ولاعب كرة قدم ألماني في مركز الدفاع، ولد في 29 سبتمبر 1959 في مدينة هام في ألمانيا. لعب مع بادربورن 07 وفيهين فيسبادن وماينتس 05 ونادي بونر.

## وصلات خارجية
- هرمان هوملز على موقع قاعدة بيانات كرة القدم.إي يو (الإنجليزية)
- هرمان هوملز على موقع بيانات كرة القدم. دي إي (الألمانية)